# The Red Monks
The Red Monks ist ein italienischer Horrorfilm von Regisseur Gianni Martucci. Er wurde auch unter dem reißerischen Titel Sexorgien der roten Mönche veröffentlicht.

## Handlung
Der reiche Besitzer eines Schlosses heiratet eine junge Frau, die nach und nach finsteren Vorgängen auf die Spur kommt, die sich in den Katakomben des Schlosses abspielen; ihr Mann ist nachts unterwegs; seltsame Todesfälle häufen sich; Hausangestellte verhalten sich wunderlich. Schließlich rankt sich alles um eine Loge von roten Mönchen mit Sitz im Schloss, die blutige Opfer bringen.

## Kritiken
„Banaler Gruselfilm voller Klischees.“